# Smlouva z Lyonu

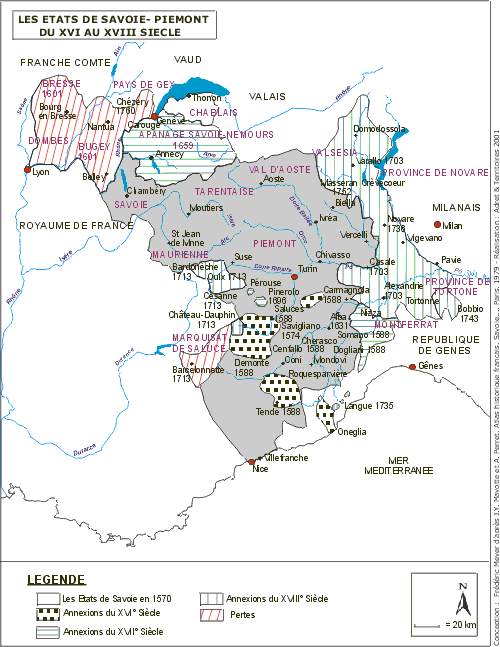
Územní změny po uzavření smlouvy z Lyonu

Smlouva z Lyonu je dohoda podepsaná 17. ledna 1601 mezi Francií a Savojským vévodstvím. Smlouva podepsaná mezi francouzským králem Jindřichem IV. a savojským vévodou Karlem Emanuelem I. Savojským ukončila válku mezi Francií a Savojskem probíhající v letech 1600 až 1601. Na základě podmínek smlouvy se francouzský král vzdal oblasti Saluzzo v kraji Piemont. Na oplátku Savojsko zaplatilo Jindřichovi IV. 150 tisíc livrů. K tomu Francie získala Bugey, Valromey, Gex a Bresse.
Území Bresse bylo připojeno k Burgundsku.